# Derbi Alajuelense
Se conoce como el Derbi Alajuelense al partido de fútbol disputado por los clubes Liga Deportiva Alajuelense y Asociación Deportiva Carmelita. Alajuelense representa al cantón y la ciudad de Alajuela, Carmelita es el equipo de un barrio de esa ciudad. Actualmente Liga Deportiva Alajuelense compite en la Primera División de Costa Rica y la Asociación Deportiva Carmelita en la Segunda División de Costa Rica

## Historia
Los enfrentamientos entre estos equipos comenzaron oficialmente en 1958 por el campeonato nacional de la primera división del fútbol costarricense, el primer encuentro se presentó el 9 de abril de 1958, el partido finalizó 5-2 a favor de Alajuelense, y el último encuentro entre estos dos equipos se realizó el 14 de abril de 2019 con un empate 1-1.

### Datos del derbi
- 105 partidos de campeonato nacional, de los cuales Alajuelense ganó 69, Carmelita ganó 16 y hubo 20 empates, con 201 goles alajuelenses y 81 goles carmelos.

- Máximo goleador alajuelense en esta serie es el exjugador Josef Miso, con 10 tantos.

- Máximo goleador de Carmelita en esta serie es el exjugador Kervin Lacey, con 5 goles.[1]

## Títulos oficiales
| Competiciones internacionales    | Alajuelense | Carmelita |
| -------------------------------- | ----------- | --------- |
| Liga de Campeones de la Concacaf | 2           | 0         |
| Liga Concacaf                    | 1           | 0         |
| Copa Centroamericana de Concacaf | 2           | 0         |
| Copa Interclubes de la Uncaf     | 2           | 0         |
| Torneo Grandes de Centroamérica  | 1           | 0         |
| Competiciones nacionales         | Alajuelense | Carmelita |
| Primera División                 | 30          | 1         |
| Copa                             | 11          | 0         |
| Supercopa                        | 1           | 0         |
| Recopa                           | 3           | 0         |
| TOTAL                            | 53          | 1         |

### Historial
Actualizado al último partido el 14 de abril de 2019.
| Competición      | P.J. | P.G. LDA | P.E. | P.G ADC | G. LDA | G. ADC |
| ---------------- | ---- | -------- | ---- | ------- | ------ | ------ |
| Primera División | 105  | 69       | 20   | 16      | 201    | 81     |
| Copa             | 7    | 1        | 3    | 3       | 7      | 9      |
| Total Oficial    | 112  | 70       | 23   | 19      | 208    | 90     |